# (26092) 1987 SF
1987 أس أف (ويعرف أيضًا باسم (26092) 1987 أس أف وفق تسمية الكوكب الصغير) (بالإنجليزية: 1987 SF)‏ هو كويكب ضمن حزام الكويكبات؛ وترتيبه 26092 من حيث الاكتشاف.
اكتُشف هذا الجُرم الفلكي بواسطة Tsutomu Seki ‏ في 16 سبتمبر 1987.

## وصلات خارجية
- (26092) 1987 SF في قاعدة بيانات مختبر الدفع النفاث لأجرام النظام الشمسي الصغيرة

- الاكتشاف · مخطط المدار ·  العناصر المدارية · المعلمات المادية

- (26092) 1987 SF على موقع ويكي سكاي: DSS2, SDSS, GALEX, IRAS, Hydrogen α, X-Ray, Astrophoto, Sky Map, Articles and images